# Línia Barcelona-Vilafranca-Tarragona

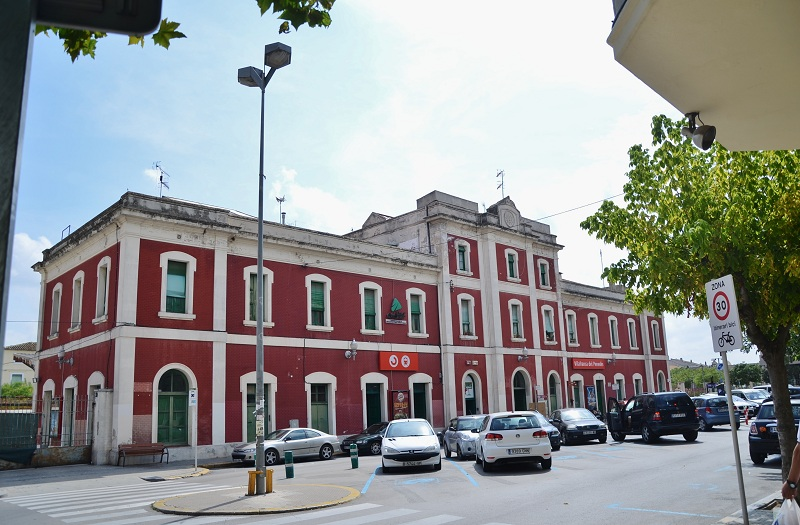
Estació de Vilafranca del Penedès.

La línia Barcelona-Vilafranca-Tarragona, línia Tarragona a Martorell i Barcelona o línia de Vilafranca era una línia de ferrocarril històrica catalana que connecta Barcelona amb Tarragona passant per l'interior de Catalunya. La línia comença a l'Estació de Sants de Barcelona i acaba a l'estació de Tarragona.
En l'actualitat, el seu traçat històric coincideix amb el tram Barcelona Sants-L'Hospitalet de Llobregat de la línia 220 d'Adif de Lleida Pirineus a l'Hospitalet de Llobregat, la línia 240 d'Adif de Sant Vicenç de Calders a l'Hospitalet de Llobregat i el tram Sant Vicenç de Calders-Tarragona de la línia 600 d'Adif de València Estació de l'Nord a Sant Vicenç de Calders, totes propietat de l'Administrador d'Infraestructures Ferroviàries (Adif).
La línia és d'ample ibèric i doble via i els serveis que transcorren per la línia són de rodalies, regionals i mercaderies.

## Característiques generals
La línia és d'ample ibèric, actualment existeix la proposta d'adaptar a ample mixt a través d'un tercer carril un tram de 82 quilòmetres entre el port de Tarragona i el nus de Castellbisbal.

### Serveis ferroviaris
Actualment circula per aquesta línia trens de la línia 4 de Rodalies Barcelona connectan l'estació de Manresa amb Barcelona (línia Barcelona-Manresa-Lleida) i Barcelona amb Martorell, Vilafranca del Penedès i l'Sant Vicenç de Calders, a més de les línies Ca1, Ca3, Ca4 i Ca6 de mitjana distància (en el tram St. Vicenç de Calders - Tarragona), línies nacionals i internacionals de llarga distància (en el tram St. Vicenç de Calders - Tarragona) i trens de mercaderies.
En el tram Tarragona - Sant Vicenç de Calders està projectat que hi circulin trens de la futura Rodalies Tarragona.
| Servei                                                                                     | Terminal servei                   | Inici línia            | Fi línia               | Terminal servei        |
| ------------------------------------------------------------------------------------------ | --------------------------------- | ---------------------- | ---------------------- | ---------------------- |
|                                                                                            | Manresa                           | Barcelona-Sants        | Sant Vicenç de Calders | Sant Vicenç de Calders |
|                                                                                            | Cambrils l'Hospitalet de l'Infant | Tarragona              | L'Arboç                | L'Arboç                |
|                                                                                            | Estació de França                 | Sant Vicenç de Calders | Tarragona              | Lleida Pirineus        |
|                                                                                            | Estació de França                 | Sant Vicenç de Calders | Tarragona              | Riba-roja d'Ebre       |
|                                                                                            | Estació de França                 | Sant Vicenç de Calders | Tarragona              | Ulldecona-Alcanar      |
|                                                                                            | Estació de França                 | Sant Vicenç de Calders | Tarragona              | Saragossa              |
| Es marca l'inici i principi de la línia i la terminal del servei, fora o dins de la línia. |                                   |                        |                        |                        |

## Història
El 28 de febrer de 1851 es va atorgar la concessió del ferrocarril de Barcelona a Martorell a Miquel Bergué que la va cedir el 1852 a la Companyia dels Camins de Ferro del Centre de Catalunya, que posteriorment s'anomenaria Companyia del Ferrocarril de Barcelona a Martorell, que va inaugurar la línia fins a Molins de Rei el 8 de novembre de 1854.
Inicialment van situar l'estació terminal en uns terrenys propers a les Torres de Canaletes i la porta d'Isabel II on ara hi ha la Rambla de Catalunya amb la Ronda Universitat.
Aquesta línia fou construïda en diferents trams:
- Barcelona - Molins de Rei (1854) construït per Companyia dels Camins de Ferro del Centre de Catalunya
- Molins de Rei - Martorell construït per Companyia del Ferrocarril de Barcelona a Martorell (abans Camins de Ferro del Centre de Catalunya)
- Martorell - St Vicenç de C - Tarragona construït per Companyia del Ferrocarril de Tarragona a Martorell i Barcelona (abans Ferrocarril de Barcelona a Martorell o Camins de Ferro del Centre de Catalunya)